# ألاستير جي. دبليو كاميرون
ألاستير جي. دبليو كاميرون (بالإنجليزية: Alastair G. W. Cameron) (و. 1925 – 2005 م) هو فيزيائي، وعالم فلك، وعالم فيزياء فلكية، وأستاذ جامعي، وعالم نووي كندي، ولد في وينيبيغ، وكان عضوًا في الأكاديمية الوطنية للعلوم، والأكاديمية الأمريكية للفنون والعلوم، توفي في توسان، أريزونا، عن عمر يناهز 80 عاماً.
.

## جوائز
حصل على جوائز منها:
- Hans A. Bethe Prize [الإنجليزية]‏ (2006)[3]
- جائزة المحاضر لهنري نوريس راسيل (1997)
- Harry H. Hess Medal  [لغات أخرى]‏ (1989)
- J. Lawrence Smith Medal [الإنجليزية]‏ (1988)
- Petrie Prize Lecture [الإنجليزية]‏ (1970)
- زمالة الجمعية الأمريكية الفيزيائية.